# Zlatý slavík
Die Zlatý slavík (dt.: „Goldene Nachtigall“) war ein tschechoslowakischer Musikwettbewerb, der vom damals beliebten Magazin Mladý svět ausgelobt wurde. Der Leserpreis wurde zum ersten Mal 1962 verliehen. Die Verleihung wurde im tschechoslowakischen Fernsehen übertragen. Er existierte bis zum Zusammenbruch der Tschechoslowakei 1992. In Tschechien wurde er mit dem Český slavík (dt.: „Tschechische Nachtigall“) fortgesetzt. In der Slowakei wird seit 1998 der Slávik Award vergeben.
Rekordpreisträger ist Karel Gott, der bis zur Einstellung insgesamt 22-mal den Preis gewann. Auch die Sängerinnen Hana Zagorová mit neun und Naďa Urbánková mit fünf Auszeichnungen waren offenbar sehr populär.

## Liste der Preisträger
Über die Jahre änderten sich die Kategorien mehrmals.
| Jahr | Sänger           | Sängerin           | Gruppe/Band               | Lied                               |
| 1962 | Waldemar Matuška | Waldemar Matuška   | -                         | Láska nebeská (Šlitr/Suchý)        |
| 1963 | Karel Gott       | Karel Gott         | -                         | Oči sněhem zaváté (Šlitr/Suchý)    |
| 1964 | Karel Gott       | Eva Pilarová       | -                         | Schody do nebe (Kopecký/Faktor)    |
| 1965 | Karel Gott       | Helena Vondráčková | -                         | Cesta rájem (Glen, Morris, Štaidl) |
| 1966 | Karel Gott       | Marta Kubišová     | -                         |                                    |
| 1967 | Waldemar Matuška | Eva Pilarová       | -                         | Náhrobní kámen (Novák/Plicka)      |
| 1968 | Karel Gott       | Marta Kubišová     | -                         | Lady Carneval (Svoboda/Štaidl)     |
| 1969 | Karel Gott       | Marta Kubišová     |                           |                                    |
| 1970 | Karel Gott       | Karel Gott         | -                         |                                    |
| 1971 | Karel Gott       | Eva Pilarová       |                           |                                    |
| 1972 | Karel Gott       | Naďa Urbánková     |                           |                                    |
| 1973 | Karel Gott       | Naďa Urbánková     |                           |                                    |
| 1974 | Karel Gott       | Naďa Urbánková     |                           |                                    |
| 1975 | Karel Gott       | Naďa Urbánková     |                           |                                    |
| 1976 | Karel Gott       | Naďa Urbánková     |                           |                                    |
| 1977 | Karel Gott       | Hana Zagorová      | Skupina Ladislava Štaidla |                                    |
| 1978 | Karel Gott       | Hana Zagorová      | Skupina Ladislava Štaidla |                                    |
| 1979 | Karel Gott       | Hana Zagorová      | Katapult                  |                                    |
| 1980 | Karel Gott       | Hana Zagorová      | Katapult                  |                                    |
| 1981 | Karel Gott       | Hana Zagorová      | Olympic                   |                                    |
| 1982 | Miroslav Žbirka  | Hana Zagorová      | Olympic                   |                                    |
| 1983 | Karel Gott       | Hana Zagorová      | Olympic                   |                                    |
| 1984 | Karel Gott       | Hana Zagorová      | Elán                      |                                    |
| 1985 | Peter Nagy       | Hana Zagorová      | Elán                      |                                    |
| 1986 | Dalibor Janda    | Iveta Bartošová    | Elán                      |                                    |
| 1987 | Dalibor Janda    | Petra Janů         | Elán                      |                                    |
| 1988 | Dalibor Janda    | Petra Janů         | Citron                    |                                    |
| 1989 | Karel Gott       | Petra Janů         | Team                      |                                    |
| 1990 | Karel Gott       | Iveta Bartošová    | Team                      |                                    |
| 1991 | Pavol Habera     | Iveta Bartošová    | Team                      |                                    |